# Zmiana napięcia
Zmiana napięcia - wzrost lub obniżenie napięcia zwykle spowodowane zmianą całkowitego obciążenia systemu lub jego części. Zmiany mogą być proste (jeden stopień zmiany) lub złożone (np. napięcie maleje w dwu lub więcej stopniach). Zmiana napięcia może dotyczyć jednej lub większej liczby faz. Zmiany napięcia można podzielić również ze względu na szybkość zmian napięcia w czasie:
- Szybkie zmiany napięcia
- Wolne zmiany napięcia

W dokumencie IEEE 1159 wyróżnia się też:
- krótkie zmiany wartości skutecznej napięcia (ang. voltage variation, short duration)
- długie zmiany wartości skutecznej napięcia (ang. voltage variation, long duration)